# Karin Saarsen
Karin Saarsen-Karlstedt, född 31 december 1926 i Tartu, död 25 januari 2018 i Stockholm, var en svensk-estnisk författare, journalist och lärare i estniska.

## Biografi
Saarsen växte upp i Elva och Riga där hennes pappa var stationerad som militärattaché. 1940 flydde familjen undan den sovjetiska ockupationen till Tyskland, där hon gick i flickskola i Berlin, men återvände 1942 till det av Nazityskland besatta Estland och tog 1944 studentexamen vid Jakob Westholms Gymnasium i Tallinn. 1944 flydde familjen en andra gång till Tyskland, och levde där i flyktingläger fram till 1947.
Efter kriget studerade Saarsen journalistik vid London School of Journalism, och arbetade därefter på frilansbasis för Agence France Presse och Reuters skandinaviska del, samt för flera svenska tidskrifter. Hon kom till Sverige  i november 1949. 
Saarsen återupptog så småningom sina studier i Sverige och tog en fil mag vid Stockholms universitet 1970 med en avhandling om den ryske novellförfattaren, poeten, teoretikern och litteraturkritikern Boris Nikolajevitj Bugajev. 
1975 medverkade Saarsen tillsammans med Jaan Pennar i arbetet med att starta en estnisk redaktion vid Radio Free Europe/Radio Liberty (RFE/RL) i München. Så småningom återvände hon till Stockholm, men fortsatte att förse RFE/RL med estniskt-språkigt material på frilansbasis.

### Författarskap
Saarsen skrev sina första dikter redan under kriget, men kom ut i tryck först 1961 i svensk exil. I hennes diktning är kärleken "det helt behärskande temat", där kritiken fastslog att stora delar av hennes kärleksdiktning är "modig, trotsig, fri från konventioner och uppfordrande sinnlig liksom hos den unga Marie Under", som kan ha varit en förebild.
Saarsen har även skrivit dramatik, bland annat komedin Stenåldersföräldrar uppförd i Australien, 1978 i Adelaide och 1988 i Melbourne, samt Havsvargen som uppfördes i Sverige 1986.
Hon har publicerat dikter, noveller och kulturreportage i tidskrifterna Tulimuld, Mana, Looming och Mosaik.
Saarsen var medlem av Estniska PEN-klubben, Svenska PEN-klubben, Estniska Författarförbundet i Utlandet, Foreign Press Association (Stockholm), International Academy of Poets (Cambridge) samt Centro Studi a Scambi Internazionali (Rom).

### Familj
Saarsen var dotter till Villem Saarsen, chef för den militära underrättelsetjänsten i det fria Estland, och Halina (född Korab-Laskowska)  från Polen.

## Utmärkelser
- 1974 - Representerad med den prisbelönta dikten "Young Dante Alighieri" i International who's who in poetry, Cambridge, England[3]
- 1995 - Sverige-Esternas kulturpris
- 2003 - Vita stjärnan V storleken utdelad av president Arnold Rüütel, i samband med firandet av Estlands 85-åriga självständighet[7]

### Egna verk
- 1961 -  (på estniska) Sisalik kivil: luuletusi (Ödlan på stenen : dikter). Stockholm: [Förf.]. Libris 1931753
- 1964 -  (på estniska) Rippuval sillal: teine kogu luuletusi (På hängbron: andra diktsamlingen). [Stockholm]: [förf.]. Libris 1931751
- 1967 -  (på estniska) Vallutajad: novelle (Erövrarna : noveller). Stockholm: EMP. Libris 771822
- 1968 -  (på estniska) Ühest ônnelikust ônnetust armastusest: kolmas kogu luuletusi 1965 -1968 (Om en lycklig olycklig kärlek). Stockholm: EMP. Libris 1931745
- 1972 -  (på estniska) Lohengrini lahkumine: neljas kogu luulet 1970-1972 (Lohengrins avsked : fjärde diktsamlingen 1970-1972). Stockholm: EMP. Libris 1931742
- 1977 -  (på estniska) Üksilduse aastaajad: viies kogu luuletusi (Ensamhetens årstider : femte diktsamlingen). Lund: Eesti kirjanike kooperatiiv. Libris 405392

- 1991 -  (på estniska) Poola suvi: ühe eesti-poola suguvõsa elupeegeldusi (Polsk sommar - Polska moderns släktkrönika i 12 noveller). Tallinn: Eesti raamat. Libris 5454674. ISBN 5-450-01990-4
- 2000 -  (på estniska) Eesriie tõusis siiski: Lensi Römmer-Kuus ja Eesti Pagulasteater Rootsis 1945-1987 (Ridån gick upp ändå). - Estnisk exilteater i Sverige från 1945 till 1987 med gästspel i Västtyskland, USA och Kanada under ledning av Lensi Rommer-Kuus med bilder ur maken Edmar Kuus fotoarkiv.. Tallinn: Faatum. Libris 8883127. ISBN 9985-856-22-8
- 2002 -  (på estniska) Lõvi ja orhidee: kuues kogu luulet, Tõlked rootsi keelest : Bo Setterlind. Tallinn: Eesti Raamat. Libris 8884116. ISBN 9985-65-354-8
- 2006 -  (på estniska) Grand Hotel, Stockholm: Karin Saarseni intervjuu Urmas Otile ; Poola suvi : ühe eesti-poola suguvõsa elupeegeldusi. Tallinn: SE & JS. Libris 10374251. ISBN 9985-854-75-6

### Medverkat i
- 1983 - Airik-Priuhka, Silvia, Omslag och illustrationer: Ada Otema, red. Våra sånger fick vi med oss: lyrik av 12 estniska skaldinnor. Stockholm: Välis-Eesti & EMP. Libris 7755155. ISBN 91-86116-24-X
- 1983 - The bloom. - Madras : The Tagore Institute of Creative Writing International
- 1983 - Eve´s Eden. - Madras : The Tagore Institute of Creative Writing International

### Översättningar
- Dikter av Bo Setterlind och Peeter Puide till estniska
- Dikter av Kalju Lepik och Arved Viirlaid samt egna dikter till engelska